# Михаил Коракас
Михаил Коракас (на гръцки: Μιχαήλ Κόρακας) (1797 - 7 септември 1882 г.) е гръцки революционер, взел дейно участие в борбата за независимостта на Крит през 1821–29, 1841, 1858, 1866–69 и 1878 г.

## Ранни години
Роден е през 1797 г. в село Помбия на остров Крит, Османската империя под името Михалис Карузос (Μιχάλης Καρούζος). Прякорът Коракас (на гръцки „гарван“) е даден от турците на баща му заради неговата избухливост и враждебност към тях и впоследствие се превръща във фамилно име за неговите потомци. Подобно на баща си Михаил проявява непримиримост към османците още от ранните си години и на 18-годишна възраст убива с тояга турския ага Алико, чието стадо е нает да пасе. След това взима оръжието на агата и забягва в гората.

## Гръцката война за независимост
От началото на Гръцката война за независимост в 1821 г. Коракас се включва във военните действия в югозападната част на острова в района на Сфакия срещу войската на Мустафа паша. От Сфакия въстанието на критяните се пренася на целия остров. Коракас се връща в родния си край в равнината Месара, където сфомира чета от 45 души, която освен че влиза в сражения с турците, освобождава и 39 пленени жени от селата Петрокефали, Фанеромени и Кусе, които турците карат към пазарите на робини.
През 1826 г. Коракас е ранен в боя при Малакса и се прехвърля на континента, където същата година взема участие в боя при Атина под командването на Георгиос Караискос.
През 1827 г. отива на остров Карпатос, въоръжава 3 малки кораба и с екипаж от 69 критяни и жители на Карпатос и Касос напада турски и египетски кораби в акваторията на Критско и Либийско море. Периодично се връща и на Крит за участие във военни акции, а също и на остров Наксос и на полуостров Пелопонес, и е удостоен със званието капитан от редовната гръцка войска. Тъй като Крит остава извън пределите на независимата гръцка държава, Коракас се заселва в континентална Гърция като му е отпусната земя в района на град Навплио - първата гръцка столица.

## Критските въстания
През 1834 г. Коракас се завръща на Крит и се включва във въстанието от 1841 и следващото от 1866-1869 г., което е и най-продължителното и кървавото. Тогава вече 70-годишният по това време Коракас е избран за командир на 125-те източни епархии на острова и с действията си печели безрезервното доверие и обичта на бойците си. Въстанието е удавено в кръв, но през 1877-1878 г. по време на Руско-турската война Крит отново се вдига на оръжие и отново начело с Коракас, който на 81 г. оглавява борбата в района на Ираклио. След намесата на европейските държави Крит получава някои привилегии и за известно време критяните прекъсват бойните действия.

## Последни години
След Критското въстание от 1878 г. Коракас се връща в Атина, където е награден от крал Георгиос I Гръцки с орден, отпуснати са му пенсия и земя. Няколко години по-късно обаче той отново оставя всичко и заминава за родното си село, където и завършва живота си на 7 септември 1882 г. Гробът му се намира на площада на село Помбия.

## Потомство
Негов внук е Аристотелис Костандаракис, офицер в четата на Йоанис Дафотис, загинал в сражение с турците край манастира „Света Анастасия Узорешителница“ на 3 май 1905 г.